# 錢倫體
錢倫體（1892年—1978年），中國浙江嵊縣人，钱镠後代。中華民國軍事人物。
1936年2月4日授陆军少将衔，1946年7月31日授陆军中将衔。1931年任警卫第2师4旅旅长，1932年1月相继任第5军88师264旅旅长、262旅旅长，1935年任87师副师长，1940年夏，任军委会军训部第9补训处司令（正师级），1946年任军事参议院中将参议。1932年1月28日，淞沪抗战爆发。2月初，钱伦体与俞济时、李延年、杨步飞、宋希濂等将领联名通电全国，电文大意如下：
济时等忝列戎行，救国具有决心，……值此国家存亡关头，爰本中央团结御侮之旨，请命杀敌。现已全部开抵上海，听命于蒋总指挥。誓与我十九路军亲爱将士，喋血沙场，共同生死，……宁为战死之鬼，羞作亡国之民。……
2月20日，钱伦体又与蒋光鼐、蔡廷锴、戴戟等将领发表全国通电，公开揭露日本侵略者的强盗行径，再次向全国表示抗战到底的决心。通电指出：
暴日蔑视我国家政府，以挑拨造谣之卑劣伎俩，违反通例，单独致本军以蛮横之最后通牒，本军惟有以铁血答复之。军人报国，粉身碎骨，是分内事。大战开始之日，即本军受命时，使一卒一弹犹存，则暴日决不得逞!惟愿全国朝野上下，人人怀必死之志，引偷生苟免为无上耻辱，团结一致，前仆后继，则本军之牺牲为不虚，伏尸流血之战士，必含笑于九泉矣。

2月22日凌晨1时，日军约2万人向国军八十八师阵地发起进攻，日军集中炮火连续发炮三四千发，国军所有阵地大多被破坏。拂晓之际，敌乘大雾弥漫，以纵深、重叠配备，向国军阵地节节进逼，战斗异常激烈。国军拼死抗击，日军反复冲锋，双方展开拉锯战。拂晓后，敌飞机大炮轰炸更猛，国军伤亡很大。双方血战到上午7时，守卫麦家宅的官兵死伤过半，增援部队受敌炮火阻击，很难进入前方阵地，情况越来越危急，二四六旅旅长钱伦体率全部预备队投入反击，敌我双方众寡悬殊，敌军炮火之猛烈，也是淞沪战争以来少有的，但国军将士勇猛抵抗，很多战场都完全是肉搏战，终于使战场转危为安，庙行之战亦获得空前大捷。在这次战斗中，虽然钱伦体不幸胸部受重伤，但其率部浴血奋战为庙行大捷做出了卓越贡献。各方面人士都一致称赞庙行战斗“是沪战中我军战绩的最高峰”。23日，国民党中央执行委员会电勉抗日将士
顷接战报，知我军于昨晚奋勇鏖战，三路皆捷，歼敌殆尽等情，查我军以必死之决心，于暴日犀利武器之下，节节抗战，所向无前，维持国家主权，彰明国际正义，捷电频传，庆慰弥深，尚望继续努力，以竟全功。
1933年1月9日獲頒青天白日勳章。
钱伦体出院后，于民国22年(1933)春调任为南京江宁要塞司令，24年调87师副师长，25年夏调徐海师管区司令，26年晋升陕西第九补充兵训练处中将处长，兼城固、西乡、石泉、安康区警备司令。31年又奉令调川驻防水川，继又调军政部中将部附，最后为国防部中将高参职。这些调动都照顾了他这只手不能复原的缘故，让他不要再上前线了。
抗战胜利，钱伦体回到南京，预感今后趋势必将开始国共内战，他不愿意中国人打中国人，和冯玉祥等几十位将领发表申明：反对内战。并毅然向军政部提出辞呈，要求退役回乡，终于在1946年秋得到批准，退役回到自己的故乡——长乐镇。他回乡后，第一件事是向长乐镇中心国民学校，捐资10亿元(当时物价学生书簿代管费高年级200元、中年级150元、低年级100元)；第二件事是独资在村西首的长潭水堆建造纸厂，利用山区毛竹造纸，还请来一位日本人做技师。经两年，纸厂将建成时，结果半途而废。
其间，钱伦体还担任长乐镇镇长一职。就在此时，吴万玉当上了县长，到处抓捕共产党人，白色恐怖遍布全县各地。也就在这时，四保(今四村)成立了一支18结拜的队伍。钱伦体预感这样会惹人怀疑，建议他们改成“修路队”。修路队成立后，特地去长乐至新路廊(今马面)那边修了一段大路，以遮掩别人耳目。后来，他们又承担起护坂的任务，以保护庄稼为名进行活动。此后，钱伦体的家——五村的东边台门，成了这些人常来常往的场所。这样一来，既是钱伦体保护了他们，也是他们维护了钱伦体的安全，互相得到支持。突然在这支队伍中四保的钱松初(地下党员，与东边台门只隔一条路)被吴万玉抓捕，钱伦体也曾向吴万玉的秘书提出抗议：“为什么到我地盘来抓人，不向我打招呼！”　
民国38年五月，伦体寄寓杭州。第二年，人民政府开始“反动党团登记”工作。这时，钱伦体想：自己没有打过共产党，留在大陆总不成问题。但时局越来越紧，伦体渐渐觉察形势对自己不利。一天，他草草收拾一些钱物，突然出走，经上海、过湖南、江西、广州，辗转到了香港。他在港期间，因随身携带的仅有钱物用光了，在香港又无亲无眷，年逾六十，生活极端困难，至1951年只身申请去台，在台20年，全赖政府抚恤，以退役中将半薪待遇颐养天年。
伦体在台湾，住在松柏新村，幸有长乐同村人远房宗侄钱志高照顾，但因年迈力衰，至1976年开始感觉体内常有一股气自胸至胃回旋，以致经常感到胸闷、气喘、心跳过速等状，回想当年枪伤住进医院愈后回家时，亦有此情，经吃了很多帖中药才愈。这次一定是旧病复发，已找不到当年药方，何况年事已高，延至1979年5月21日终老于荣民总医院。